# Paul Whelan (prisonnier américain en Russie)
Pour les articles homonymes, voir Whelan et Paul Whelan.
Paul Nicholas Whelan, né le 5 mars 1970, est un ancien marine américain né au Canada et possédant les citoyennetés américaine, britannique, irlandaise et canadienne,. Il a travaillé comme responsable de sécurité dans plusieurs entreprises américaines.
Il est arrêté en Russie le 28 décembre 2018 et accusé d'espionnage. Le 15 juin 2020, il est condamné à 16 ans de prison. Il est libéré lors d'un échange de prisonniers le 1er août 2024.

## Jeunesse et études
Whelan naît le 5 mars 1970, à Ottawa, dans la province canadienne d'Ontario, de parents britanniques d'origine irlandaise,.
Il grandit en partie dans la région d'Ann Arbor au Michigan, où lui et son frère jumeau David obtiennent leur diplôme de l'école secondaire Huron en 1988. Il suit des cours à l'université de Northern Michigan de l'automne 1988 à l'automne 1990 sans obtenir de diplôme.

## Carrière

### Carrière dans le civil
Selon une déposition faite par Whelan en 2013, il est officier de police à Chelsea (Michigan) de 1988 à 2000, et adjoint du shérif dans le comté de Washtenaw. La police de Chelsea, déclare cependant qu'il a exercé un rôle moins important que ce qu'il prétend et qu'il n'était qu'officier à temps partiel de 1990 à 1996, tandis que le shérif du comté de Washtenaw ne trouve aucune trace de son emploi d'adjoint. Un ancien collègue déclare qu'il a été patrouilleur de 1998 à 2000 au service de police de Keego Harbour.
Il est responsable informatique pour la société de recrutement Kelly Services de 2001 à 2003, puis de 2008 à 2010. De 2010 à 2016, Whelan est le directeur principal de la sécurité et des opérations mondiales de Kelly Services.
Lors de son arrestation en Russie, Whelan est directeur de la sécurité mondiale et des enquêtes pour BorgWarner, un fabricant international de pièces automobiles basé dans le Michigan. Son travail avec Kelly Services et BorgWarner fournit à Whelan des contacts avec la communauté du renseignement américain, des agents fédéraux et des ambassades étrangères.
Whelan se rend plusieurs fois en Russie à partir de 2006 et maintient une présence intermittente sur le réseau social en langue russe, Vkontakte, où il possède environ 70 contacts. Il a étudié dans sa jeunesse le russe mais communique en ligne en utilisant Google Traduction,. Il déclare dans une déposition en 2013 qu'il est titulaire d'un baccalauréat en justice pénale et d'un MBA.

### Carrière militaire
Il s'enrôle dans la Réserve du Corps des Marines en 1994. Il prend un congé militaire chez Kelly Services pour servir dans la Réserve du Corps des Marines de 2003 à 2008, notamment en Irak. Il détient le grade de sergent d'état-major au sein du Marine Air Control Group 38, travaillant comme commis et chef administratif, au cours de la guerre d'Irak . Après une condamnation en cour martiale en janvier 2008 pour plusieurs chefs d'accusation « liés à un vol », il est condamné à 60 jours d'arrêts, à une réduction de salaire au grade E-4 et à une décharge pour mauvaise conduite,. Les accusations spécifiques portées contre lui sont : « tentative de vol, trois manquements au devoir, fausse déclaration officielle, utilisation à tort du numéro de sécurité sociale d'autrui, dix falsifications de chèques sans avoir suffisamment de fonds dans son compte pour le paiement ».

### Arrestation en Russie
Le 28 décembre 2018, Whelan est arrêté dans la région de Moscou par le Service fédéral de sécurité de Russie (FSB), qui confirme par la suite son arrestation,,. Le frère jumeau de Whelan, David, déclare que Whelan est arrivé à Moscou le 22 décembre pour assister au mariage d'un ancien camarade des Marines à l'hôtel Metropol de Moscou, ainsi que pour aider les membres de la famille du marié lors de leur première visite en Russie, un pays qu'il a visité à plusieurs reprises. Il déclare que son frère prévoyait de retourner dans le Michigan le 6 janvier 2019, par un vol au départ de Saint-Pétersbourg.
Selon MBK News, média dirigé par l'oligarque et opposant à Vladimir Poutine, Mikhaïl Khodorkovski, Whelan se fait confisquer 80 000 $ en espèces lors d'une inspection douanière à l'aéroport de Domodedovo. David dit également que son frère est entré en Russie en utilisant son passeport américain. Il ajoute que son frère n'a pas été en contact avec leur famille. Whelan est officiellement inculpé pour espionnage le 3 janvier 2019.
Selon l'agence de presse russe Rosbalt (ru), Whelan est appréhendé dans sa chambre d'hôtel à l'hôtel Metropol alors qu'il rentre d'une longue sortie avec un citoyen russe, qui lui a remis une clé USB contenant « une liste de tous les employés d'une agence de sécurité classifiée ». Le média indépendant Meduza, basé en Lettonie, rapporte que les participants au mariage se sont tous regroupés pendant la durée des vacances et ont été surpris par la décision de Whelan de passer la journée seul.
La BBC cite des membres de la famille de Whelan, qui affirment qu'il s'était précédemment vanté de connaître un agent du FSB et qu'il était au courant d'une somme inhabituelle de détails personnels sur son ami, y compris l'école de formation au renseignement qu'il a fréquenté (informations biographiques généralement réservées à un cercle très fermé).
Selon Whelan, son ami de longue date était apparu à l'improviste dans l'hôtel, mais était suivi par les autorités, qui l'ont arrêté plus tard. Les avocats de Whelan affirment qu'ils n'ont pas pu fournir le nom de l'ami russe de Whelan en raison des règles de confidentialité, mais la famille de Whelan identifie la personne comme étant Ilia Iatsenko, que le journal russe Kommersant décrit comme un major du département « K » du FSB, qui surveille les crimes économiques russes.
Whelan est détenu à la prison de Lefortovo à Moscou,. En mars 2019, il partage une cellule avec un autre prisonnier qui ne parle pas anglais.
D'anciens officiers de la CIA déclarent que l'agence ne recruterait pas d'officier avec le dossier militaire de Whelan, ni ne laisserait un officier exposé sans passeport diplomatique. Ils affirment en outre que l'arrestation de Whelan est liée aux tensions entre la Russie et les États-Unis, dont la détention de l'agente étrangère non enregistrée Maria Boutina,. Le 20 décembre 2018, lors de pourparlers autour de l'arrestation de Boutina, le président russe Vladimir Poutine déclare que la Russie « n'arrêtera pas des innocents simplement pour les échanger ».

L'ambassadeur des États-Unis en Russie, Jon Huntsman Jr., rencontre Whelan pendant sa détention le 2 janvier 2019. Il informe la famille de Whelan que Paul est « en bonne santé et de bonne humeur », mais que la famille doit subvenir à tous ses besoins accessoires en dehors des denrées alimentaires de base,. Le secrétaire d'État américain Mike Pompeo déclare :  

« Nous avons clairement indiqué aux Russes que nous nous attendons à en savoir plus sur les accusations, à comprendre de quoi il est accusé et si la détention n'est pas appropriée, nous exigerons son retour immédiat. »

Le 4 janvier 2019, le ministre britannique des Affaires étrangères Jeremy Hunt déclare lui : 

« Nous ne sommes pas d'accord avec l'utilisation d'individus dans des parties d'échecs diplomatiques. . . Nous sommes tous extrêmement inquiets pour lui et sa famille. »

Dès le 4 janvier, les diplomates britanniques et irlandais cherchent à avoir accès à Whelan.
Le 3 janvier 2019, l'avocat de Whelan, Vladimir Jerebenko, annonce sa demande de libération sous caution. Il ajoute qu'un procès ne commencerait pas avant au moins six mois et qu'il accueillerait favorablement un échange de Whelan contre Boutina. Il déclare : « Je présume qu'il est innocent car, pour l'instant, je n'ai vu aucune preuve contre lui qui prouverait le contraire. »,. Quelques semaines plus tard, Jerebenko déclare que Whelan n'était pas au courant du contenu de la clé USB et pensait qu'elle contenait uniquement des éléments personnels comme « des photographies, des vidéos, n'importe quoi, sur ses vacances précédentes en Russie ».
Le 5 janvier 2019, le ministère russe des Affaires étrangères annonce que le lendemain de l'arrestation de Whelan, les États-Unis avaient arrêté un citoyen russe, Dmitri Makarenko, dans les îles Mariannes du Nord et l'avaient transporté en Floride pour répondre à des accusations d'exportation non autorisée d'équipement de défense,.

### Condamnation
Le 15 juin 2020, Whelan est reconnu coupable d'espionnage au profit des États-Unis et condamné à 16 ans de détention dans une prison russe par un tribunal de Moscou,. Ses avocats déclarent qu'ils pensaient que la Russie chercherait à effectuer un échange de prisonniers. Whelan s'exprime devant le tribunal et affirme que l'affaire était une imposture pour l'utiliser pour influencer les États-Unis ,: 

« Nous avons prouvé mon innocence... nous avons prouvé la fabrication. C'est de la politique russe corrompue, grasse et visqueuse, rien de plus, rien de moins. »

Whelan est tout d'abord détenu à la colonie pénitentiaire n° 18 sous la supervision du Service pénitentiaire fédéral de la fédération de Russie. Depuis 2020, il est emprisonné dans la prison de haute sécurité IK-17, à huit heures de route au sud-est de Moscou.

### Campagne pour sa libération
Des membres de la famille déclarent que Whelan a été informé qu'il avait été arrêté pour être échangé contre un prisonnier russe aux États-Unis, mentionnant Konstantin Iaroshenko (libéré en échange de l'Américain Trevor Reed), Viktor Bout ou Roman Seleznyov. Le 27 juillet 2022, il est annoncé que le président Joe Biden avait proposé un échange pour faire revenir aux États-unis Whelan et la joueuse de la WNBA Brittney Griner, arrêtée en Russie en février pour trafic de drogue, en échange du trafiquant d'armes condamné Viktor Bout, surnommé « le marchand de mort ». La partie russe insiste sur la libération supplémentaire de Vadim Krassikov, un assassin purgeant une peine d'emprisonnement à perpétuité pour meurtre en Allemagne. Après négociations, seule Griner est échangée contre Bout le 8 décembre 2022, le Kremlin ayant refusé de libérer Whelan et posé en ultimatum à l'administration Biden de libérer Griner ou personne.
Le frère de Whelan, David Whelan, approuve la décision de « conclure l'accord qui était possible, plutôt que d'en attendre un qui n'allait pas se produire ».

### Libération de Paul Whelan
Le 1er août 2024, il est libéré par la Russie dans le cadre d'un échange de prisonniers, dont fait également partie le journaliste Evan Gershkovich, et qui inclut aussi les opposants politiques Oleg Orlov, Vladimir Kara-Mourza et Ilia Iachine, ainsi que Alsu Kourmasheva,.

## Vie privée
Whelan est citoyen du Canada, des États-Unis, du Royaume-Uni et de l'Irlande,. Son frère jumeau David attribue l'acquisition par Paul des multiples nationalités à « probablement un intérêt généalogique autant qu'autre chose »,.
David affirme que la famille ne savait pas que Paul avait une décharge de l'armée pour mauvaise conduite. En plus de son frère jumeau, Paul Whelan a un frère, Andrew, et une sœur, Elizabeth.
Whelan vit à Novi, dans le Michigan, avant d'être détenu en Russie.